# Onomástica

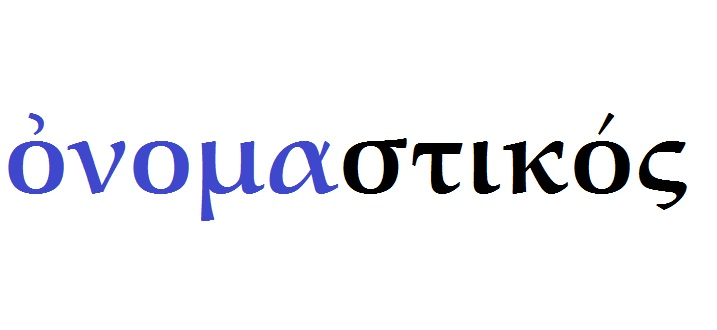
Palavra em grego para onomástica.

A onomástica (do grego antigo ὀνομαστική, ato de nomear, dar nome) é o estudo dos nomes próprios de todos os gêneros, das suas origens e dos processos de denominação no âmbito de uma ou mais línguas ou dialectos. Nascida na metade do século XIX, a onomástica é considerada uma parte da linguística, com fortes ligações com a história e a geografia.

## Toponímia
A toponímia (do grego τόπος / tópos, 'lugar', e ὄνομα / onoma, 'nome') é o estudo dos nomes de lugares, da sua origem e evolução. Além dos nomes de localidades, a toponímia estuda.
Os topônimos podem ser divididos em dois grupos principais:
- geônimos - nomes próprios de todas as características geográficas, no Planeta Terra.
- cosmônimos - nomes próprios de características cosmográficas, fora da Terra.

Os topônimos geográficos (geônimos) são divididos em:
- agrônimos - nomes próprios de campos e planícies.
- corônimos - nomes próprios de regiões ou países.
- orônimos - nomes próprios de características de relevo , como montanhas, colinas e vales, incluindo:
  - espeleônimos - nomes próprios de cavernas ou outras características subterrâneas.
- dromônimos - nomes próprios de estradas ou quaisquer outras vias de transporte por terra, água ou ar.
- drimônimos - nomes próprios de bosques e florestas.
- ecônimos - nomes próprios de locais habitados, como casas, aldeias, vilas ou cidades, incluindo:
  - comônimos - nomes próprios de aldeias.
  - astiônimos - nomes próprios de vilas e cidades.
- hidrônimos - nomes próprios de vários corpos de água, incluindo:
  - helônimos - nomes próprios de pântanos, pântanos e pântanos.
  - limnônimos - nomes próprios de lagos e lagoas.
  - oceanônimos - nomes próprios dos oceanos.
  - talassônimos ou pelagônimos - nomes próprios de mares.
  - potamônimos - nomes próprios de rios e córregos.
- insulônimos - nomes próprios de ilhas.
- urbanônimos - nomes próprios de elementos urbanos (ruas, praças etc.) em assentamentos, incluindo:
  - agorônimos - nomes próprios de praças e mercados.
  - odônimos (gr ὁδός hodós ‘estrada’, e ὄνομα ónoma ‘nome’) - nomes próprios de ruas e estradas.

Os topônimos cosmográficos (cosmônimos) incluem:
- asteroidonyms - nomes próprios de asteroides.
- astrônimos - nomes próprios de estrelas e constelações.
- cometônimos - nomes próprios de cometas.
- meteorônimos - nomes próprios de meteoros.
- planetônimos - nomes próprios de planetas e sistemas planetários.

- exônimos - nomes de lugares dados por estrangeiros
- etnônimos - nomes de clãs, tribos e etnias, incluindo: 
  - autoetnônimos: denominações pelas quais cada grupo étnico se autoidentifica
  - heteroetnônimos: denominações pelas quais um grupo étnico  é referido pelos não integrantes do grupo.[6]

## Antroponímia
A antroponímia é o estudo dos nomes próprios das pessoas, sejam prenomes ou apelidos de família (português europeu) ou sobrenome (português brasileiro), e que tem grande relevância para a história política, cultural, das instituições e das mentalidades.

## Assuntos correlatos
- Prenome
- Apelido de família
- Nome próprio
- Topônimo
- Hidrônimo